# Stéphane Paille

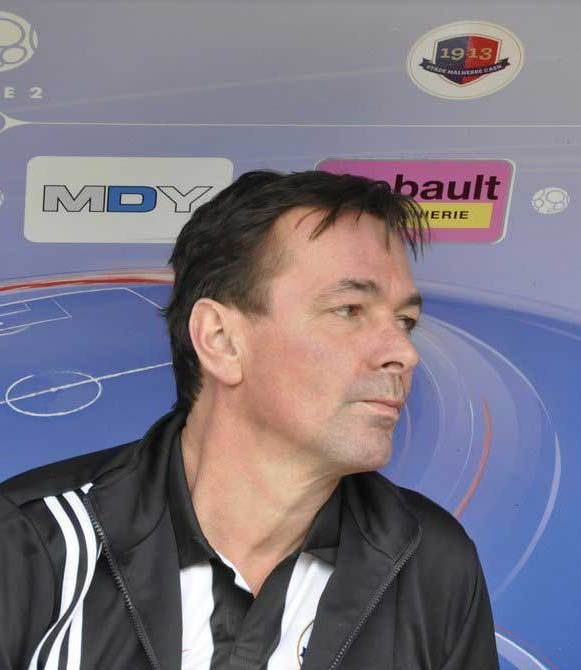
Stéphane Paille (2013)

Stéphane Paille (* 27. Juni 1965 in Scionzier; † 27. Juni 2017 in Lyon) war ein französischer Fußballspieler und -trainer.

## Vereinskarriere
Paille begann seine Karriere im Erwachsenenbereich 1982 bei seinem Ausbildungsverein, dem Erstdivisionär FC Sochaux, wobei er in der Rückrunde 1983/84 zum Stammspieler wurde. Während sieben Jahren bei diesem Klub galt der elegante und kopfballstarke Mittelstürmer als größtes Talent seines Jahrgangs in Frankreich, der dort zum Jugend-, Junioren- und A-Nationalspieler wurde, 1988 die Junioreneuropameisterschaft gewann und als erst 23-Jähriger im gleichen Jahr als Frankreichs Fußballer des Jahres ausgezeichnet wurde, obwohl seine Mannschaft gerade in der Saison 1987/88 lediglich in der zweiten Liga spielte. Stéphane Paille stand insgesamt auch dreimal unter den zehn besten Torjägern der Division 1: 1984/85 auf dem sechsten, 1988/89 und 1991/92 jeweils auf dem vierten Rang. Landesmeister oder Pokalsieger wurde er weder mit diesem noch mit einem seiner späteren Klubs, aber er stand 1988 zumindest im Pokalfinale, das Sochaux gegen den FC Metz nach Strafstoßschießen verlor.
Es folgten ab 1989 acht weitere Spielzeiten bei sieben unterschiedlichen Vereinen, in denen seine Laufbahn nicht mehr oft erfüllte, was sie zuvor versprochen hatte. Den HSC Montpellier, wo er auf seinen Europameisterschaftskollegen und -sturmpartner Éric Cantona traf, verließ er nach nur vier Monaten wieder, aber auch bei den Girondins Bordeaux blieb er nur während der Rückrunde und wechselte danach ins Ausland zum FC Porto. Dessen Trainer Artur Jorge setzte Paille aber auch nur zu Saisonbeginn regelmäßig ein, so dass er zwölf Monate später wieder in Frankreich antrat, diesmal für den SM Caen, und das sogar für zwei komplette Spielzeiten. 1993 kehrte er zu Bordeaux zurück, mit denen er zu seinen ersten UEFA-Pokal-Einsätzen kam, bis die Mannschaft im Achtelfinale am Karlsruher SC scheiterte. 1994 unterschrieb er bei Olympique Lyon, wurde aber bereits nach der Hinserie an Servette Genève ausgeliehen. Ab Sommer 1995 trug er den Dress des Zweitdivisionärs FC Mulhouse – erneut jedoch nur kurzzeitig, denn im September 1995 wurde er für zwei Monate gesperrt, nachdem er im Anschluss an die Partie gegen Chamois Niort positiv auf Cannabis getestet worden war. Auch Mulhouse löste seinen Kontrakt vorzeitig auf; erst im Sommer 1996 fand er mit dem schottischen Klub Heart of Midlothian aus Edinburgh einen neuen Arbeitgeber – seinen letzten als Spieler. Im April 1997 wurde er bei einer Dopingkontrolle nach dem Spiel gegen Kilmarnock positiv auf Amphetamin getestet, für vier Monate gesperrt und vom Klub gekündigt.

### Stationen
- FC Sochaux (1982–1989, davon 1987/88 in D2)
- Montpellier Hérault SC (1989–Dezember 1989)
- FC Girondins de Bordeaux (Dezember 1989–1990)
- FC Porto (1990/91)
- SM Caen (1991–1993)
- FC Girondins de Bordeaux (1993/94)
- Olympique Lyonnais (1994–Dezember 1994)
- Servette FC Genève (Februar 1995–1995)
- FC Mulhouse Sud Alsace (1995–November 1995, in D2)
- Heart of Midlothian FC (1996/97)

## In der Nationalmannschaft
Zwischen September 1986 und April 1989 wurde Stéphane Paille bei acht Länderspielen in der A-Nationalelf eingesetzt; dabei erzielte er 1988 gegen die Tschechoslowakei auch einen Treffer. Begegnungen mit Mannschaften aus dem deutschsprachigen Raum waren nicht darunter. Aber „parallel zu seiner Odyssee auf Vereinsebene verlor er auch in diesem Kreis seinen roten Karrierefaden“. Mit der französischen U-21 nahm er an der Junioreneuropameisterschaft 1988 teil und half tatkräftig mit, diesen Titel zu gewinnen. Mit Frankreichs A-Jugend-Nationalmannschaft war er 1983 ebenfalls schon Europameister geworden.

## Palmarès
- Französischer Pokalfinalist: 1988
- 8 A-Länderspiele (1 Treffer) für Frankreich
- 310 Spiele und 92 Tore in der Division 1, davon 159/50 für Sochaux, 17/4 für Montpellier, 47/11 für Bordeaux, 71/23 für Caen, 16/4 für Lyon[6]
- 5 Spiele und 2 Tore in den Europapokalwettbewerben für Bordeaux[7]
- Junioreneuropameister: 1988
- Jugendeuropameister: 1983
- Frankreichs Fußballer des Jahres: 1988

## Als Trainer
Ab 1999 arbeitete Stéphane Paille als Trainer, zunächst bei seinem Stammklub FC Sochaux, dessen Reserveelf er im fünftklassigen CFA 2 bis 2002 betreute. 2002/03 übernahm er die erste Mannschaft des Drittligisten RC Besançon, führte diesen auf Anhieb in die zweithöchste Spielklasse, stieg aus dieser aber im Sommer 2004 wieder ab. Es folgten drei weitere Engagements in der dritten Liga, zunächst bei Racing Paris (Rückrunde 2004/05), anschließend beim SCO Angers (2005/06) und in der Saison 2007/08 bei der AS Cannes, wo er acht Wochen vor Saisonende vorzeitig entlassen wurde. Seit Saisonstart 2009/10 arbeitete er bei FC Évian Thonon Gaillard erneut in der dritten Liga; dort wurde ihm jedoch schon im Januar 2010 der Stuhl vor die Tür gesetzt, obwohl er die Mannschaft an die Tabellenspitze geführt hatte. Seit 2011 war Paille auf Empfehlung von Zinédine Zidane als einer der Talentspäher von Real Madrid tätig. Im Januar 2014 nahm er daneben eine auf zunächst sechs Monate befristete Übungsleiterposition bei dem Fünftligisten AS Vénissieux Minguettes aus der Nähe von Lyon an.